# 叶诚万
叶诚万（罗马拼音：Yap Seng Wan，1972年6月27日—），或譯為葉橙旺，印尼前男子羽毛球运动员，2000年获雪梨奥运会男单银牌，2001年获世锦赛男单冠军。2009年，葉誠萬前往馬來西亞擔任國家羽毛球後備隊教練；2015年，轉為擔任禁賽後復出的李宗偉的專任教練。

## 生涯
自幼受到喜爱羽毛球运动的父亲的影响，开始迷恋羽毛球。1993年，21岁的叶诚万第一次获得法国公开赛的冠军。他到2000年为止，在个人项目上还没有特别显著的成绩，但是经常作为汤姆斯杯的主力选手出场，数度化解印度尼西亚队的危机，并把队伍引向胜利。
悉尼奥运会上进入了决赛，并取得了银牌，负于当时并不被看好的中国队的吉新鹏。2001年夺得世界羽毛球锦标赛男子单打的冠军，终于达成了世界冠军的愿望。退役以后担任印度尼西亚国家羽毛球队教练的职务，后又加盟马来西亚国家羽毛球国家队任职教练。

## 风格类型
- 典型的重视防守类型选手，用顽强的接球和灵活多变的网前小球来消耗对手的体力，然后伺机发动反攻。很多顶尖选手对他极逼真的网前假动作很头疼。
- 几乎没有一击致命的大力杀球，但依靠较小的身材和轻快的步伐，同时加上灵活的球拍技术，来克敌制胜。

## 成绩荣誉

### 1993年
- 法国羽毛球公开赛男单 冠军

### 1994年
- 新加坡羽毛球公开赛男单 8强
- 马来西亚羽毛球公开赛男单 8强

### 1995年
- 韩国羽毛球公开赛男单 半决赛
- 瑞士羽毛球公开赛男单 亚军
- 丹麦羽毛球公开赛男单 亚军
- 俄罗斯羽毛球公开赛男单 冠军
- 全英羽毛球公开赛男单 16强

### 1996年
- 全英羽毛球公开赛男单 16强

### 1997年
- 亚洲羽毛球锦标赛男单 亚军
- 泰国羽毛球公开赛男单 冠军

### 1998年
- 曼谷亚运会羽毛球男子单打比赛 银牌
- 新加坡羽毛球公开赛男单 冠军
- 汤姆斯杯男子团体 冠军

### 2000年
- 汤姆斯杯男子团体 冠军
- 泰国羽毛球公开赛男单 冠军
- 悉尼奥运会羽毛球男子单打比赛 银牌
- 日本羽毛球公开赛男单 亚军

### 2001年
- 世界羽毛球锦标赛男子单打 冠军
- 苏迪曼杯混合团体比赛 亚军

### 2002年
- 汤姆斯杯男子团体 冠军